# Capitán Felipe Castellanos Díaz
Capitán Felipe Castellanos Díaz är en ort i Mexiko.   Den ligger i kommunen Balancán och delstaten Tabasco, i den sydöstra delen av landet, 900 km öster om huvudstaden Mexico City. Capitán Felipe Castellanos Díaz ligger 44 meter över havet och antalet invånare är 1 735.
Terrängen runt Capitán Felipe Castellanos Díaz är mycket platt. Runt Capitán Felipe Castellanos Díaz är det glesbefolkat, med 20 invånare per kvadratkilometer. Närmaste större samhälle är El Triunfo, 16,8 km norr om Capitán Felipe Castellanos Díaz. Omgivningarna runt Capitán Felipe Castellanos Díaz är en mosaik av jordbruksmark och naturlig växtlighet.